# Bahnhof Weimar
Bahnhof Weimar egy vasútállomás Németországban, Türingia tartományban, Weimar városában. Forgalma alapján a Német vasútállomás-kategóriák közül a másodikba tartozik. A állomás megnyerte Az év vasútállomása díjat 2005-ben.

## Vasútvonalak
Az állomást az alábbi vasútvonalak érintik:
- Halle–Bebra-vasútvonal
- Weimar–Gera-vasútvonal
- Weimar-Berka-Blankenhainer-vasútvonal
- Weimar–Rastenberg/Großrudestedt-vasútvonal

## Forgalom
Az állomást az alábbi viszonylatok érintik:
| Viszonylat | Útvonal                                                                     | Ütem (percben) | Üzemeltető      |
| ---------- | --------------------------------------------------------------------------- | -------------- | --------------- |
| IC 50      | Wiesbaden – Mainz – Frankfurt – Fulda – Eisenach – Erfurt – Weimar – Lipcse | -              | DB Fernverkehr  |
| RE 1       | Göttingen – Erfurt – Weimar – Jena-Göschwitz – Gera – Zwickau/Glauchau      | 120            | DB Regio Südost |
| RE 3       | Erfurt – Weimar – Jena-Göschwitz – Gera – Altenburg                         | 120            | DB Regio Südost |
| RB 20      | Eisenach – Gotha – Erfurt – Weimar – Apolda – Naumburg – Weißenfels – Halle | 60             | DB Regio Südost |
| EB 21      | Weimar – Jena-Göschwitz – Hermsdorf-Klosterlausnitz – Gera                  | 60             | Erfurter Bahn   |
| EB 26      | Weimar – Weimar Berkaer Bf – Bad Berka – Kranichfeld                        | 60             | Erfurter Bahn   |